# Ooooooohhh.... On the TLC Tip
Ooooooohhh.... On the TLC Tip è l'album di debutto del trio femminile statunitense TLC pubblicato nel 1992 per la LaFace Records.
Rappresenta il terzo album di maggiore successo del gruppo, dopo lo straordinario successo mondiale di CrazySexyCool e, in minor quantità, anche di FanMail.

## Descrizione
Il titolo dell'album deriva dall'ultimo verso cantato dalla rapper nonché una delle tre cantanti del gruppo, Lisa Lopes detta "Left Eye", in Ain't 2 Proud 2 Beg, singolo contenuto in questo album.

## Accoglienza

### Critica
La rivista statunitense Entertainment Weekly elogiò il lavoro nel suo insieme, così come il gruppo e il messaggio che esso aveva intenzione di trasmettere, definendo le TLC "un gruppo pop perfetto per i tempi". Anche il sito AllMusic recensì piuttosto positivamente l'album, spiegando: "Sebbene sia irregolare, i singoli migliori di On the TLC Tip meritano la popolarità che stanno ricevendo, e hanno preparato il terreno per il successo strepitoso che il gruppo riscuoterà la prossima volta."

## Successo commerciale
Oooooooohhh... On the TLC Tip raggiunse la posizione numero 105 della classifica Billboard 200 negli Stati Uniti, nonché la numero 3 nella classifica, sempre della Billboard, Top R&B/Hip-Hop Albums. Il disco è stato certificato disco di platino ben quattro volte dalla Recording Industry Association of America, e nell'ottobre del 2003 arrivò a vendere 2,5 milioni di copie solo negli Stati Uniti.
A dicembre 2011, l'album aveva venduto oltre sei milioni di copie in tutto il mondo.

## Tracce
1. Intro
2. Ain't 2 Proud 2 Beg  – 5:36
3. Shock Dat Monkey  – 5:08
4. Intermission I
5. Hat 2 Da Back  – 4:16
6. Das Da Way We Like 'Em  – 5:01
7. What About Your Friends  – 4:53
8. His Story  – 4:22
9. Intermission II
10. Bad By Myself  – 3:55
11. Somethin' You Wanna Know  – 5:43
12. Baby-Baby-Baby  – 5:15
13. This is How it Should be Done  – 4:27
14. Depend on Myself  – 4:11
15. Conclusion